# Eric Seyse
Eric Seyse ist ein US-amerikanischer Biathlet.
Eric Seyse startet für den Saratoga Biathlon Club. Seinen bislang größten internationalen Erfolg erreichte er, als er in der Saison 2011/12 im Biathlon-NorAm-Cup in Lake Placid hinter Michael Gibson und vor John Witmer in einem Verfolgungsrennen den zweiten Platz belegte.